# Schlitzfenster

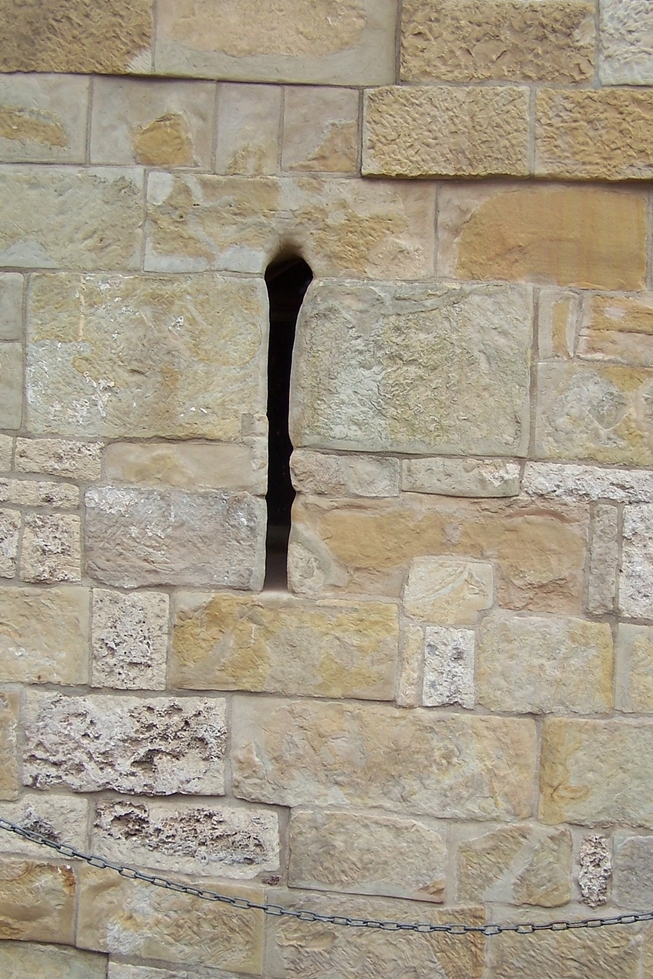
Schlitzfenster

Schlitzfenster sind Fenster, die eine geschlitzte Form aufweisen. Sie zeichnen sich durch geringe Breite und eine deutlich größere Höhe aus. Schlitzfenster wurden schon vor der Antike in Vorderasien in verschiedenen Gebäuden verwendet. Sie waren vor allem in heißen Regionen häufig anzutreffen, da sie durch vergleichsweise kleine Öffnungen gut vor der Wärme schützen. In der Neuzeit kam die Verwendung als Schießscharte hinzu (allerdings ohne Verglasung). Auch in Wehrtürmen von Burgen oder Kirchen fanden sie eine Verwendung. Heutzutage ist diese Fensterart nicht mehr so gebräuchlich, da die baulichen Fähigkeiten größere Fenster zulassen.